# Phazaca monticesena
Phazaca monticesena är en fjärilsart som beskrevs av Holloway 1998. Phazaca monticesena ingår i släktet Phazaca och familjen Uraniidae. Inga underarter finns listade i Catalogue of Life.